# Crímenes imposibles
Crímenes imposibles es una película del género de terror y suspenso argentina de 2019 dirigida por Hernán Findling y protagonizada por Federico Bal,  Sofía Del Tuffo, Carla Quevedo, Daniel Alvaredo y Guido D’Albo.

## Sinapsis
Lorenzo Brandoni (Federico Bal), un experimentado detective, pierde a su familia en un accidente. Es un hombre solitario y se encuentra investigando una serie de crímenes de imposible solución lógica. Mayor es su confusión cuando una joven monja, Caterina (Sofía del Tuffo), conocida por su vida dedicada al servicio y a quien todos consideran Santa, se presenta al detective a confesar que cree ser la asesina detrás de todos los crímenes.
Lorenzo tendrá que investigar y superar sus más profundos temores aferrándose a su Fe para llegar a la cruda verdad y resolver los crímenes imposibles.

## Reparto
- Federico Bal como Lorenzo
- Sofía Del Tuffo como Caterina - Lucía
- Carla Quevedo como Viviana
- Guido D’Albo como Padre Miguel
- Tobías Findling Prado como Ramiro
- Gustavo Pardi como Médico Forense
- Marcelo Sein como Julio
- Oliver Kolker como Drogadicto
- Belén Roccasalvo como Mujer Ahogada
- Adela Sánchez como Mujer del Neuropsiquiátrico
- Daniel Alvaredo como Director del Hospital
- Nicolás Deppetre como Hombre del Neuropsiquiátrico
- Carla Pandolfi como Mujer del Teléfono[2]

## Crítica
El film recibió críticas tanto positivas como negativas:
- "Los clichés más esquemáticos del policial se suman a algunos de los elementos más remanidos del terror para dar como resultado esta película que en ningún momento asusta, intriga ni es creíble."  Gaspar Zimerman: Diario Clarín.
- "La ensalada no siempre funciona, pero busca contar un cuento por el solo hecho de hacerlo, un arte bastante olvidado en el cine de hoy. Eso es un logro no menor, incluso si la factura final es menos de lo que se busca." Leonardo D’Espósito: Revista Noticias.
- "No hay malas actuaciones, ni malos diálogos; como tampoco hay pésimos dirección y guion. Cada cabo converge en una resolución deliberada, pero su punto de vista es ambiguo a la vez que claro, y no termina de congeniar con el devenir de su fábula propiamente dicha. No se puede tratar a este trabajo como un resultado hediondo. Sencillamente simula plantear sus problemas, simula borrarlos con el codo, y al final el único aspecto que nos queda por elogiar es el técnico". Lucas Manuel Rodríguez: Cine Meta.[3]
- "La música de Gustavo Pomeranec es el estandarte máximo de esta película, la melodía además de pegajosa acompaña a los actores en los momentos más emotivos creando una sincronía perfecta entre actuaciones y contextos. Además, las piezas están tan bien montadas que se pasa de la cortina musical de misterio a la de melodrama sin dar saltos abruptos, cuidado si se trata de la misma partitura, dado que resultó imposible separar las piezas musicales en un solo visionado".Jihad Ghannam: La revista digital de cine, series y cultura pop Cuatro Bastardos.[4]